# National Soldiers' Home, Virginia
National Soldiers' Home, Virginia è un cortometraggio muto del 1912. Non si conosce il nome del regista del film, un documentario girato a Hampton, in Virginia.

## Produzione
Il film fu prodotto dalla Edison Company.

## Distribuzione
Distribuito dalla General Film Company, il film - un cortometraggio di 155 metri - uscì nelle sale cinematografiche degli Stati Uniti il 18 settembre 1912. Nelle proiezioni, veniva programmato con il sistema dello split reel, accorpato in un'unica bobina con un altro cortometraggio prodotto dalla Edison, la commedia Lazy Bill Hudson.